# Andreas Larsson
Peter Andreas Larsson (Skövde, 13 de agosto de 1974) é um ex-handebolista profissional sueco, medalhista olímpico.
Andreas Larsson fez parte dos elencos medalha de prata de Atlanta 1996 e Sydney 2000. Ele é três vezes europeu.